# Nevermore (Album)
Nevermore ist das Debütalbum der US-amerikanischen Progressive-Thrash-Metal-Band Nevermore. Es wurde am 14. Februar 1995 durch Century Media veröffentlicht.

## Entstehung und Stil
Nach dem Ende von Sanctuary gründete Warrel Dane mit Jim Sheppard, Sanctuary-Tourgitarrist Jeff Loomis und Schlagzeuger Van Williams Nevermore als neue, aber stilistisch ähnliche Band. Das Debütalbum wurde mit Neil Kernon in den Robert Lang Studios in Seattle aufgenommen und abgemischt. Das Schlagzeug auf dem Album wurde bei der Hälfte der Titel von Van Williams eingespielt (Titel: 2, 3, 5, 7), bei der anderen Hälfte vom ursprünglichen Schlagzeuger Mark Arrington (Titel: 1, 4, 6, 8). Das Artwork Silent Beauties stammt von Naoyuki Kato, die übrigen Fotos von Karen Mason.

## Rezeption
Frank Albrecht schrieb im Magazin Rock Hard: „Mal klingen Nevermore verträumt-romantisch (The Sanity Assassin), mal wütend und aggressiv (Sea of Possibilities), dann wieder komplex-verspielt (Timothy Leary) oder extrem simpel und eingängig (C.B.F.). Kein einziger Ausfall ist also zu vermelden, und nur die Tatsache, daß diesmal noch kein alles überragender Hit à la Battle Angels, Future Tense oder Revenge dabei ist, hält mich davon ab, die Höchstnote zu vergeben.“ Die Bewertung lag bei 9,5 von zehn.

## Titelliste
Alle Songs wurden von Nevermore geschrieben, die Texte stammen von Warrel Dane.
| Nr. | Titel                       | Länge |
| --- | --------------------------- | ----- |
| 1.  | What Tomorrow Knows         | 5:11  |
| 2.  | C.B.F (Chrome Black Future) | 6:02  |
| 3.  | The Sanity Assassin         | 6:21  |
| 4.  | Garden of Gray              | 4:48  |
| 5.  | Sea of Possibilities        | 4:18  |
| 6.  | The Hurting Words           | 6:17  |
| 7.  | Timothy Leary               | 5:12  |
| 8.  | Godmoney                    | 4:43  |

| Nr. | Titel                         | Länge |
| --- | ----------------------------- | ----- |
| 9.  | The System’s Failing          |       |
| 10. | The Dreaming Mind (1992 Demo) |       |
| 11. | World Unborn (1992 Demo)      |       |
| 12. | Chances Three (1992 Demo)     |       |
| 13. | Utopia (1992 Demo)            |       |